# Devon (actrice pornographique)
Pour les articles homonymes, voir Devon.

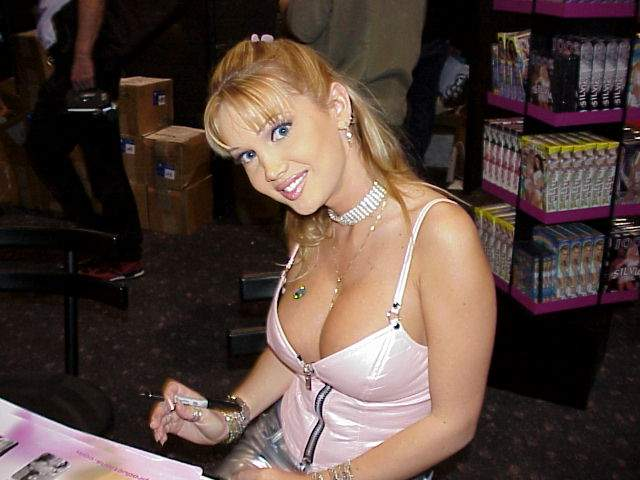
Devon

Devon est une actrice pornographique américaine, née le 28 mars 1977.

## Biographie
Devon, née le 28 mars 1977 à Allentown (Pennsylvanie) dans une famille d'origine allemande, est la deuxième enfant d'une fratrie de cinq composée d'une grande sœur et de 3 petits frères. Elle grandit dans le New Jersey. Jusqu'à ses 15 ans, elle s'intéresse à la gymnastique et au jazz. Après avoir obtenu son diplôme au lycée, elle travaille comme serveuse pour subvenir à ses besoins. Elle passe ensuite une audition pour entrer au Al's Diamond Cabaret à Reading (Pennsylvanie). Elle obtient le poste et y danse pendant trois ans.
En 2005, elle a été vue en compagnie de Danny Ting, un américain d'origine chinoise propriétaire d'une chaîne de location de films pornographiques
Elle arbore un tatouage situé sur la face externe du bras droit et s'étendant depuis son extrémité supérieure jusqu'à la partie moyenne du bras. Un autre tatouage orne la partie gauche de l'abdomen à hauteur de l'ombilic. Enfin un troisième et un quatrième s'enroulent autour de la partie inférieure des deux jambes, juste au-dessus de la cheville.

## Carrière
En 1998 Devon tourne pour la première fois dans un film érotique, New Breed, le premier film d'une série de plus de 85. Dans la foulée, elle contacte les studios Vivid en leur disant qu'elle voulait devenir une star. Après quelques films pornographiques elle signe un contrat d'exclusivité avec Vivid.
Devon fait aussi plusieurs apparitions dans la presse de charme (couverture du magazine Club, Pet of the Month pour Penthouse en janvier 2001) et pose pour le magazine à visée masculine Stuff.
À la fin de son contrat avec Vivid, Devon signe avec Digital Playground.
En janvier 2002, elle reçoit la première récompense de sa carrière : « Meilleur DVD interactif » décerné par AVN pour Virtual Sex With Devon produit par Digital Playground. Devon signe alors un contrat d'exclusivité avec ce même studio. En 2004, elle sera la première actrice du genre à tourner un HD DVD au format WMV intitulé Island Fever 3 et filmé à Tahiti et à Bora-Bora. Bien qu'elle ait interprété ses rôles aux côtés de 35 acteurs différents au cours de sa carrière, elle ne tournera sa première scène anale qu'en 2005 dans Intoxicated une production de Digital Playground.
Le 31 juillet 2005, Devon fait une apparition dans l'épisode Joyeux anniversire (I love you too, saison 2, épisode 17) de la série télévisée Entourage diffusée sur le réseau HBO. Elle y interprète son propre rôle. Au cours de la même année, elle partage l'affiche du film Pirates et paraît dans le programme Pimp My Ride France diffusé sur les antennes de MTV.
Devon quitte Digital Playground en Septembre 2005 et signe, au mois de Janvier 2006 avec Ectasy Mobile, société créée peu avant. On la retrouve, en mars 2006, sous contrat avec Black Kat Productions, des studios pour lesquels elle n'a jamais travaillé auparavant après quoi, elle fondera sa propre société de production.
Au mois d'octobre 2006, elle signe un contrat pour apparaître dans Shane's World, un style de télé réalité porno. Elle commence sa carrière de réalisatrice pour Shane's World en avril 2007 avec le titre Devon does Baja mais met fin à sa collaboration avec Shane après s'être plainte de l'inconduite d'un des acteurs à son égard lors du tournage.

## Filmographie sélective
Devon a tourné 93 films à ce jour[Quand ?] dont :
- Milfs Lovin' Milfs (2008)
- Pussy Cats 2 (2007)
- Hot Cherry Pies 3 (2006)
- Pirates (2005)
- Island Fever 3 (2004)
- Island Fever 2 (2003)
- Young Devon (2002)
- Perfect Pink 10 : In Hawaii (2001)
- Where the Boys Aren't 12 (2000)
- When Devon Goes Wild (1999)

Une filmographie plus complète est consultable ici

## Récompenses
- Penthouse Pet, janvier 2001
- 2001 : AVN Award "Best Interactive DVD" 2001 pour Virtual Sex with Devon;
- 2001 : Empire "Best Interactive DVD" 2001 pour Virtual Sex with Devon;
- 2001 : AFW "Best Interactive DVD" 2001 pour Virtual Sex with Devon;
- 2005 : AVN Award "Best HD Production" 2005 pour Island Fever 3.
- NightMoves "Best Video Award" pour Devon Stripped.
- 2010 nommée aux AVN Hall of Fame[11]